# Xã West Point, Quận Stephenson, Illinois
Xã West Point (tiếng Anh: West Point Township) là một xã thuộc quận Stephenson, tiểu bang Illinois, Hoa Kỳ. Năm 2010, dân số của xã này là 3.369 người.